# Klosterstollen Barsinghausen
Der Klosterstollen Barsinghausen, offiziell das Besucherbergwerk Klosterstollen, ist ein Besucherbergwerk in der Stadt Barsinghausen in der Region Hannover, das im Mai 1999 eröffnet wurde und einen Teil des stillgelegten Steinkohlenbergwerks Barsinghausen zeigt. Bis zum Jahr 1957 wurde durch die Preussag in der Zeche Steinkohle abgebaut.

## Geschichte
Im Deister ist schon im Jahr 1639 der Betrieb eines Kohlebergwerks nachweisbar. In der Mitte des 19. Jahrhunderts kam es bei Barsinghausen zunächst an höhergelegenen Hängen des Deisters zur Anlage neuer Bergwerke zur Förderung der in bis zu 100 cm mächtigen Flözen anzutreffenden Wealdenkohle.
Am 1. September 1856 begann in der Gemarkung hinter dem langen Kamp der Vortrieb des Klosterstollens. Sein Name bezieht sich auf die Klosterkammer Hannover als Besitzerin des Flurstücks. Er lag tiefer am Deisterhang als die bereits fördernden Stollen und sollte neben der Auffindung tiefer gelegener Flöze auch zur Wasserlösung dienen.
Seit 1867 unterstand die Verwaltung dem preußischen Staat.

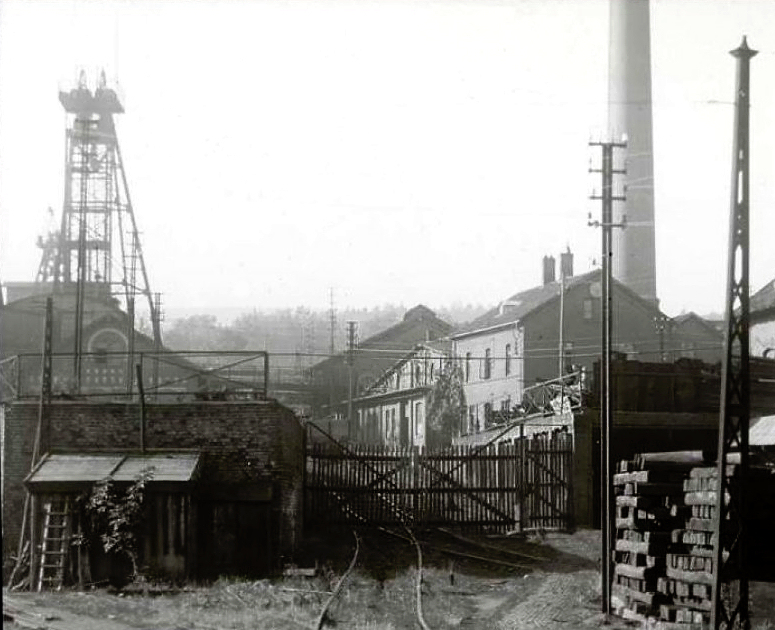
Zechengelände, 1. Hälfte des 20. Jahrhunderts

Ein 70 cm mächtiges Kohleflöz wurde am 7. Oktober 1869 bei einer Stollenlänge von 1474 Metern erreicht und die Förderung am 10. November aufgenommen.
1876 wurden erstmals Grubenpferde eingesetzt.
Im Jahr 1888 begann östlich des Stollenmundlochs das Teufen des ersten von drei Schächten auf dem Zechengelände.▼
1898 entstand der noch immer für Veranstaltungen genutzte 750 m² große Zechensaal.
Die Kohleförderung im Klosterstollen wurde im Jahr 1921 eingestellt. Der Stollen diente bis zur Schließung der Zeche noch zur Wetterführung. Nachdem die Kohleförderung des Steinkohlebergwerks Barsinghausen im Februar 1957 aus Rentabilitätsgründen eingestellt wurde, wurde der Klosterstollen auf etwa 75 m mit Versatzmaterial verfüllt und das Mundloch zugemauert.

## Ausbau zum Besucherbergwerk

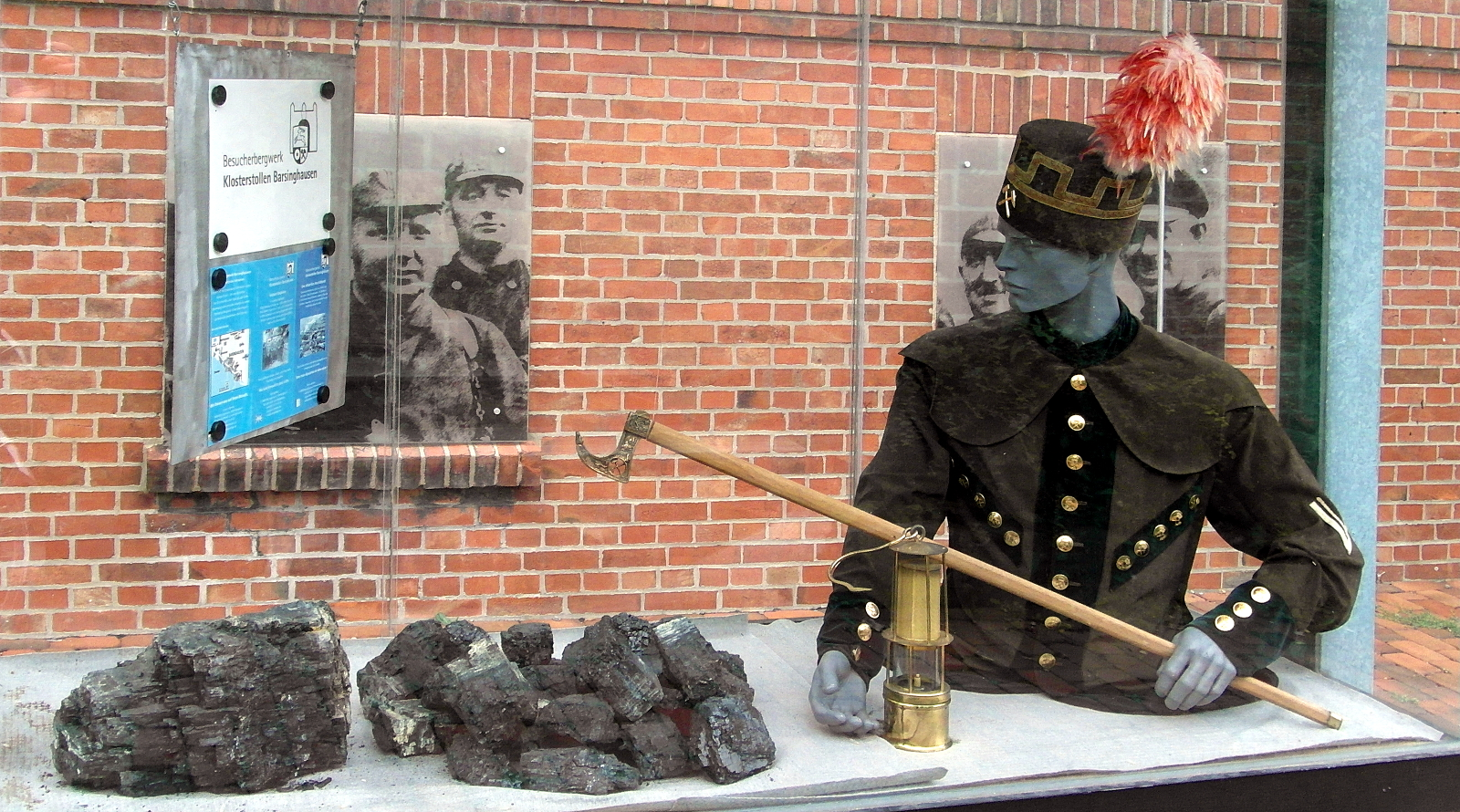
Vitrine im Eingang zum Museumsgelände

Anfang der 1980er Jahre kam unter ehemaligen Bergleuten in Barsinghausen der Plan auf, ein Besucherbergwerk einzurichten.
Im Jahr 1983 scheiterte der Plan, dafür den als Baudenkmal geschützten Egestorfer Stollen im Deister beim Stadtteil Egestorf zu nutzen, da sich hier inzwischen Fledermäuse angesiedelt hatten.
Der Egestorfer Stollen hatte seit seiner Stilllegung im Jahr 1898 zur Bewetterung des Klosterstollens gedient, zu dem bereits seit 1882 ein Durchschlag bestand.

### Klosterstollen
Die Besucherbergwerksplanungen verlagerten sich 1984 auf den am Rand des Stadtzentrums von Barsinghausen gelegenen Klosterstollen. Ab dem Beginn der vor allem durch Ehrenamtliche ausgeführten Arbeiten im Jahr 1986 dauerte es 13 Jahre, den mit Wasser vollgelaufenen Stollen trockenzulegen und für Besucherführungen aufzuwältigen. Im Normalfall müssen 300 Liter Wasser pro Minute durch eine Rohrleitung zum Reitbach abgeleitet werden.

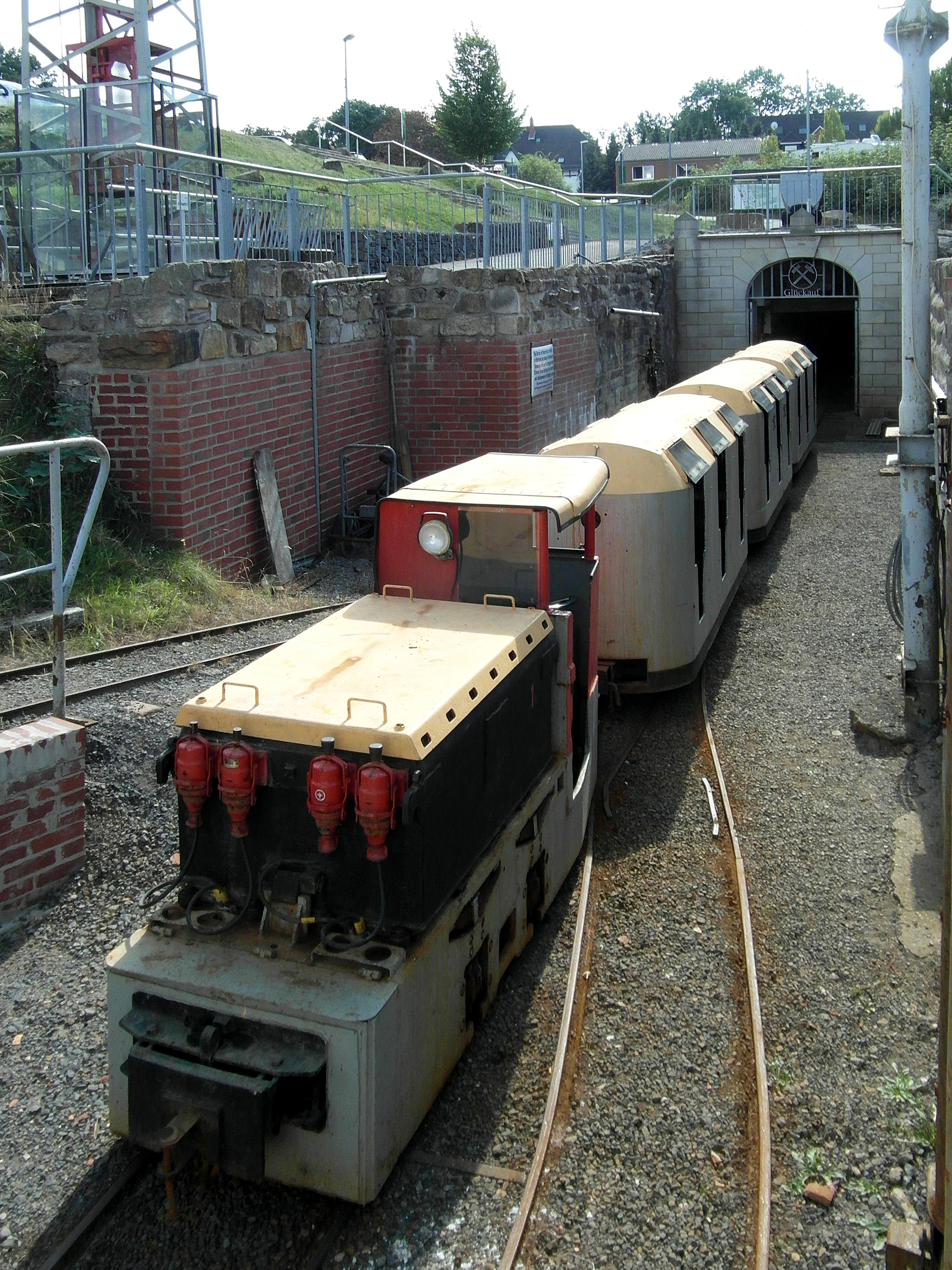
Grubenbahnzug vor dem Mundloch des Klosterstollens

Das Bergamt Goslar erteilte dem Klosterstollen zum 1. Mai 1999 die Zulassung als Besucherbergwerk mit personenbefördernder Grubenbahn.

### Zechengelände
Auf dem Zechengelände sind verschiedene Grubenfahrzeuge ausgestellt und sie und die Bergwerksgeschichte werden auf Schautafeln beschrieben.
Im Sommer 2005 wurde der im Jahr 1900 abgeteufte und 1957 verfüllte Schacht II auf dem Zechengelände zum Teil wieder aufgewältigt und 2007 ein Fördergerüst darüber errichtet.▼

### Wetterschacht Schnepfenflucht
Zur Bewetterung des Klosterstollens wurde der alte Wetterschacht Schnepfenflucht wieder freigelegt.
Der 74 m tiefe Schacht wurde etwa 1310 m vom Mundloch entfernt und etwa 15 m neben dem Stollen abgeteuft. Bis zum Jahr 1897 wurde hier wie an den drei anderen Wetterschächten des Klosterstollens ein Wetterofen betrieben. Als an einem der anderen Wetterschächte eine von einer Dampfmaschine getriebene Ventilatoranlage die Arbeit übernahm, wurden die Wetteröfen demontiert und der Wetterschacht Schnepfenflucht geriet in Vergessenheit.
Der Wetterschacht ist auch als Notausstieg vorgesehen und wurde für diesen Zweck im Jahr 2012 mit einem Gerüst und einer Umlenkrolle vorbereitet. Im Untergrund wurden Handläufe und ein Grubenlüfter installiert.▼
- Karte mit allen Koordinaten:
- OSM |
- WikiMap

## Museumsbetrieb

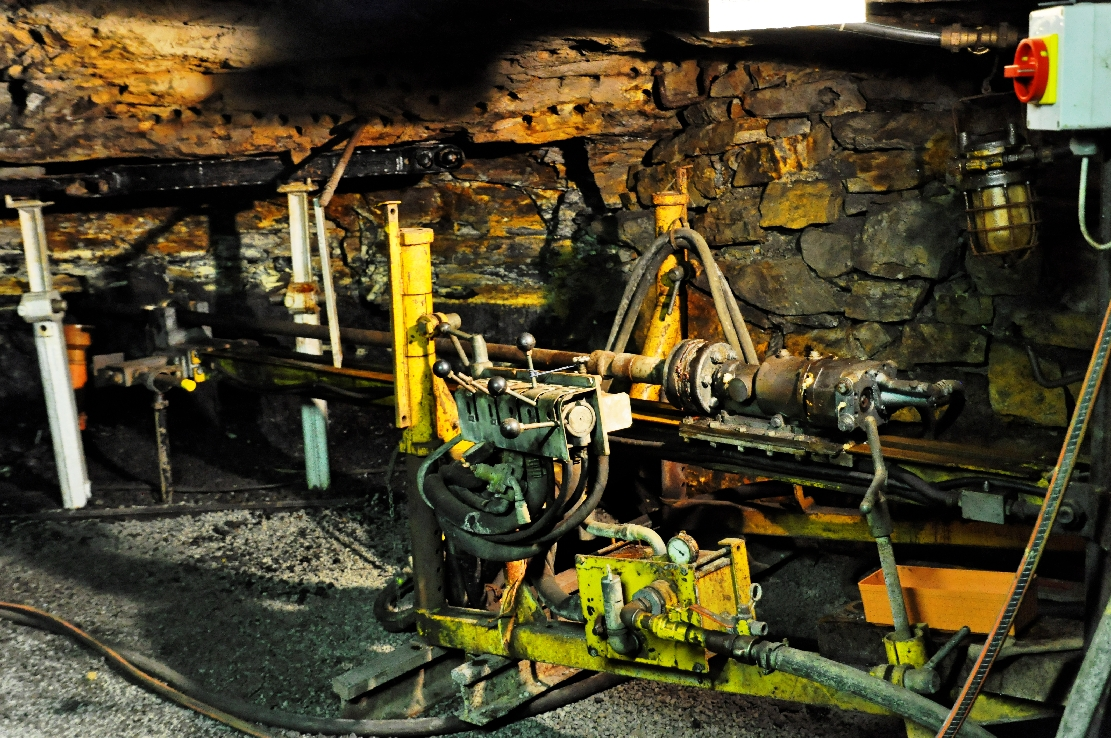
Unter Tage

Bei Besucherführungen werden der Zechensaal sowie eine Waschkaue mit früher üblicher Kleidung und Ausrüstung der Bergleute gezeigt. Die Grubenbahn mit 600 mm Spurweite setzt drei Akkumulatorlokomotiven des Typs LEW EL 9 ein. Die Besucher werden in Personenwagen etwa 1,38 km weit unter Tage in den leicht ansteigenden Klosterstollen gefahren. Dort werden während der etwa zweistündigen Tour Tätigkeiten und Geräte bei der Streckenauffahrung und Kohlegewinnung demonstriert.
Bei einer der nur nach Vereinbarung und gegen Aufpreis möglichen etwa dreistündigen Fußbefahrungen werden zusätzlich auch Bereiche des ganzjährig 9 °C kühlen Klosterstollens gezeigt, die bei einer Einfahrt mit der Grubenbahn nicht erreicht werden.
Insgesamt 30 Betreuer wechseln sich in der Besucherführung ab. Mit etwa 7000 Besuchern im Jahr 2016 war in den Sommermonaten die aus Sicherheitsgründen zulässige Kapazität des Klosterstollens nahezu ausgeschöpft. Im Winter war das Interesse dagegen geringer. Bis zum April 2016 hatte das von der Alte Zeche – Gemeinnützige Betriebs GmbH betriebene Besucherbergwerk insgesamt 108.126 Besucher. Der Förderverein Besucherbergwerk Klosterstollen Barsinghausen hatte zu diesem Zeitpunkt 277 Mitglieder.
Östlich an das Museumsgelände schließt der Zechenpark Barsinghausen an. Auch hier wird auf Schautafeln über die teils noch im Museumsbereich oder auf Nachbargrundstücken zu sehenden Zechengebäude und deren Geschichte informiert. Die weitgehend mit Bäumen bewachsene Bergehalde bietet mehrere Aussichtspunkte. Auf der Halde sind einige Kunstobjekte platziert.
Neben dem ganzjährig von Montag bis Samstag geöffneten Klosterstollen findet sich ein stilistisch passendes Café und Bistro.

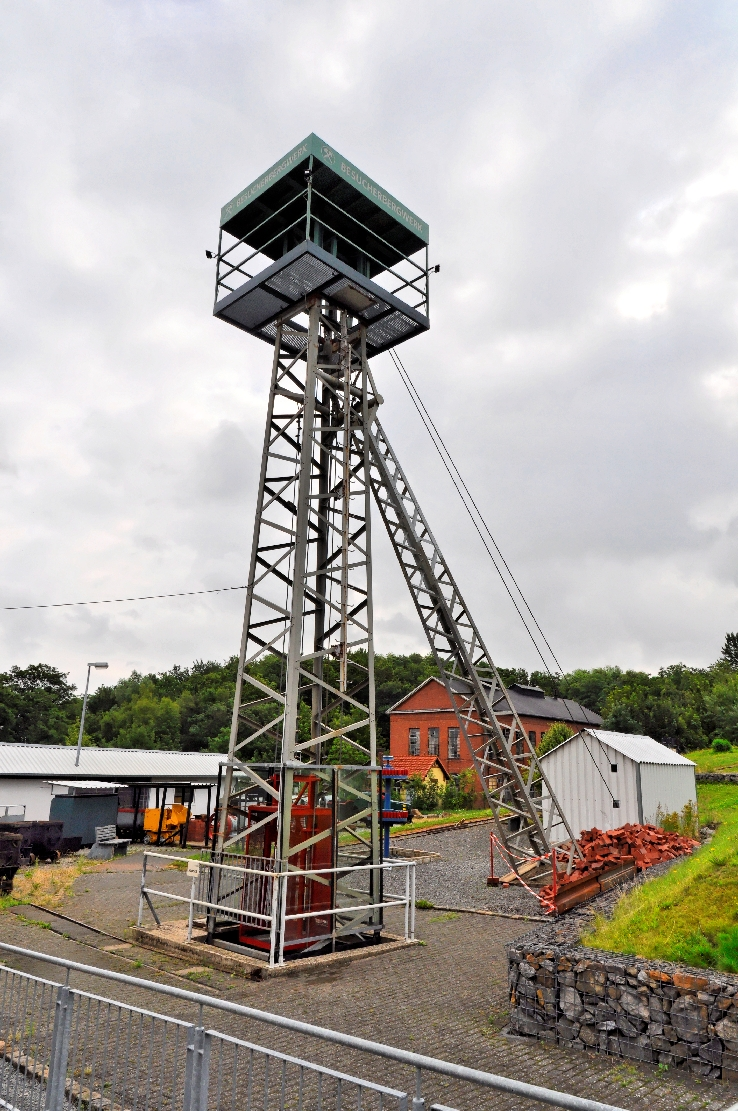
Fördergerüst über Schacht II
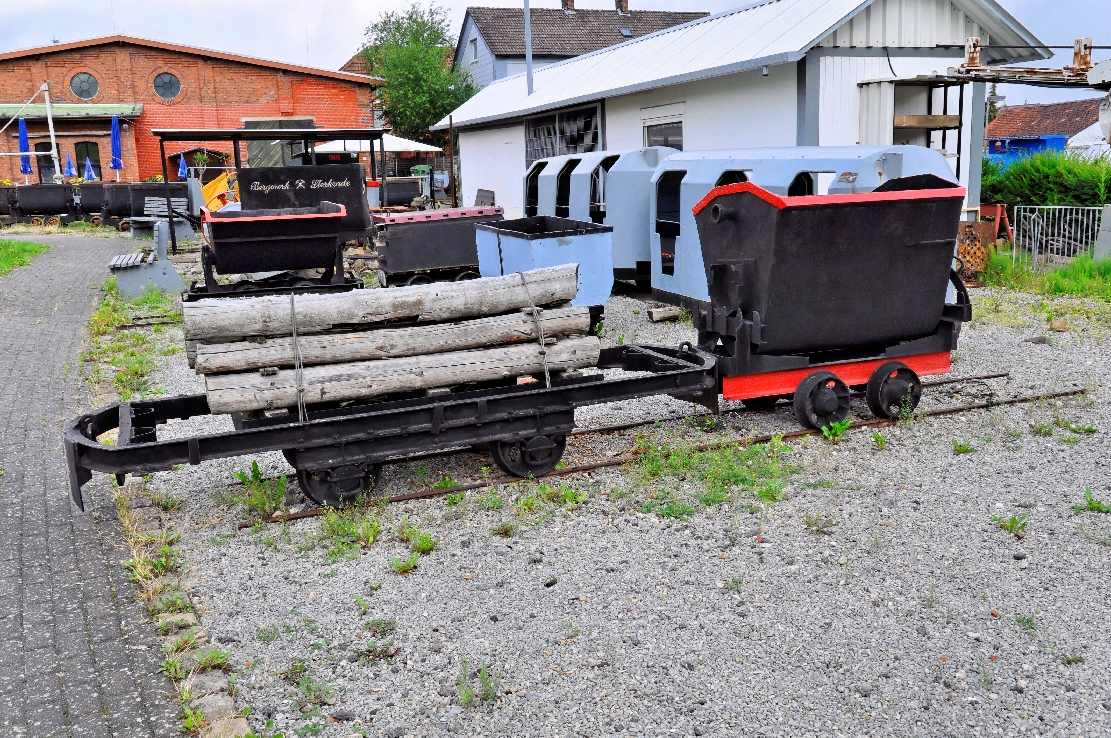
Ausgestellte Schienenfahrzeuge
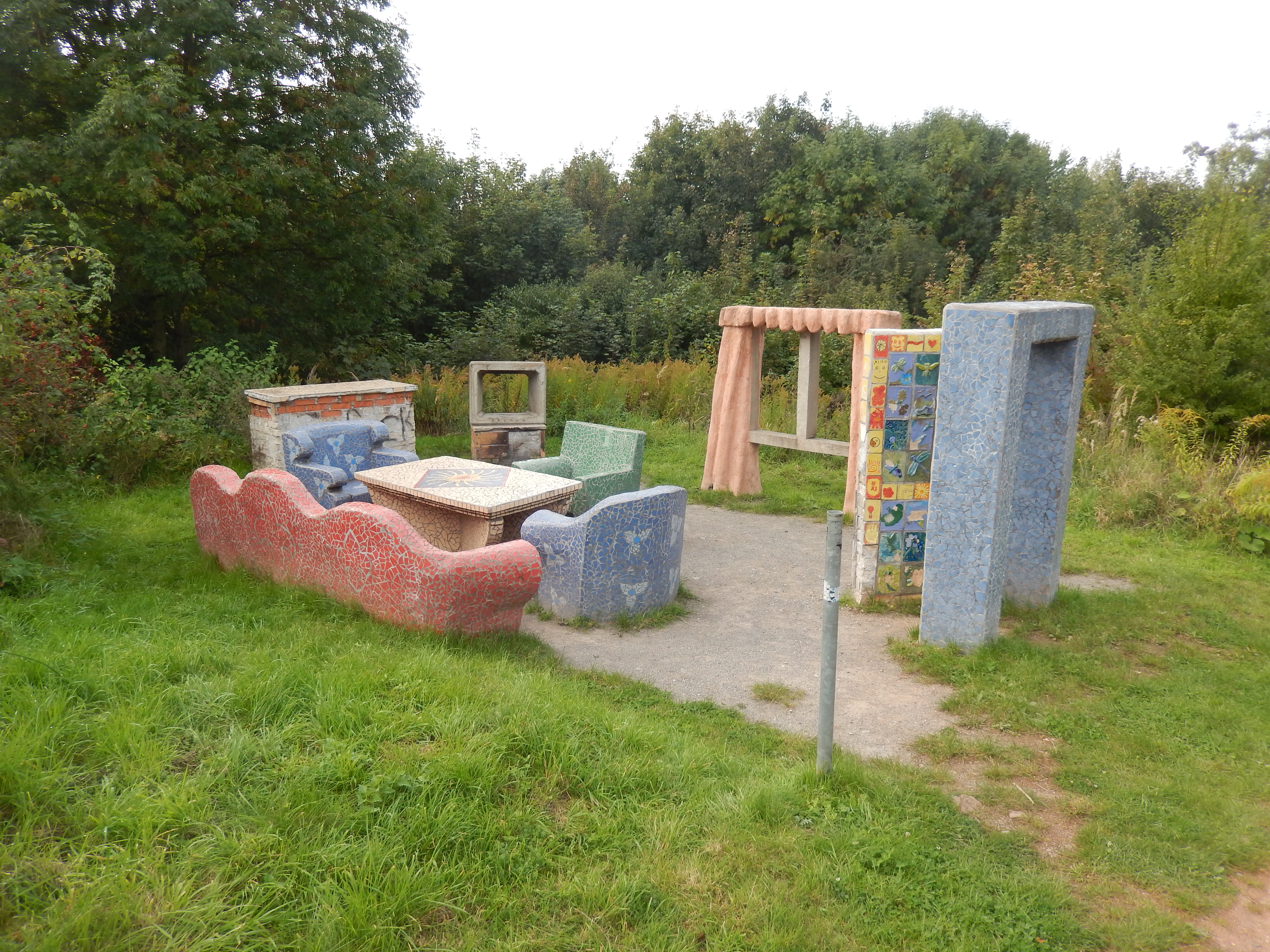
Kunstobjekt im Zechenpark
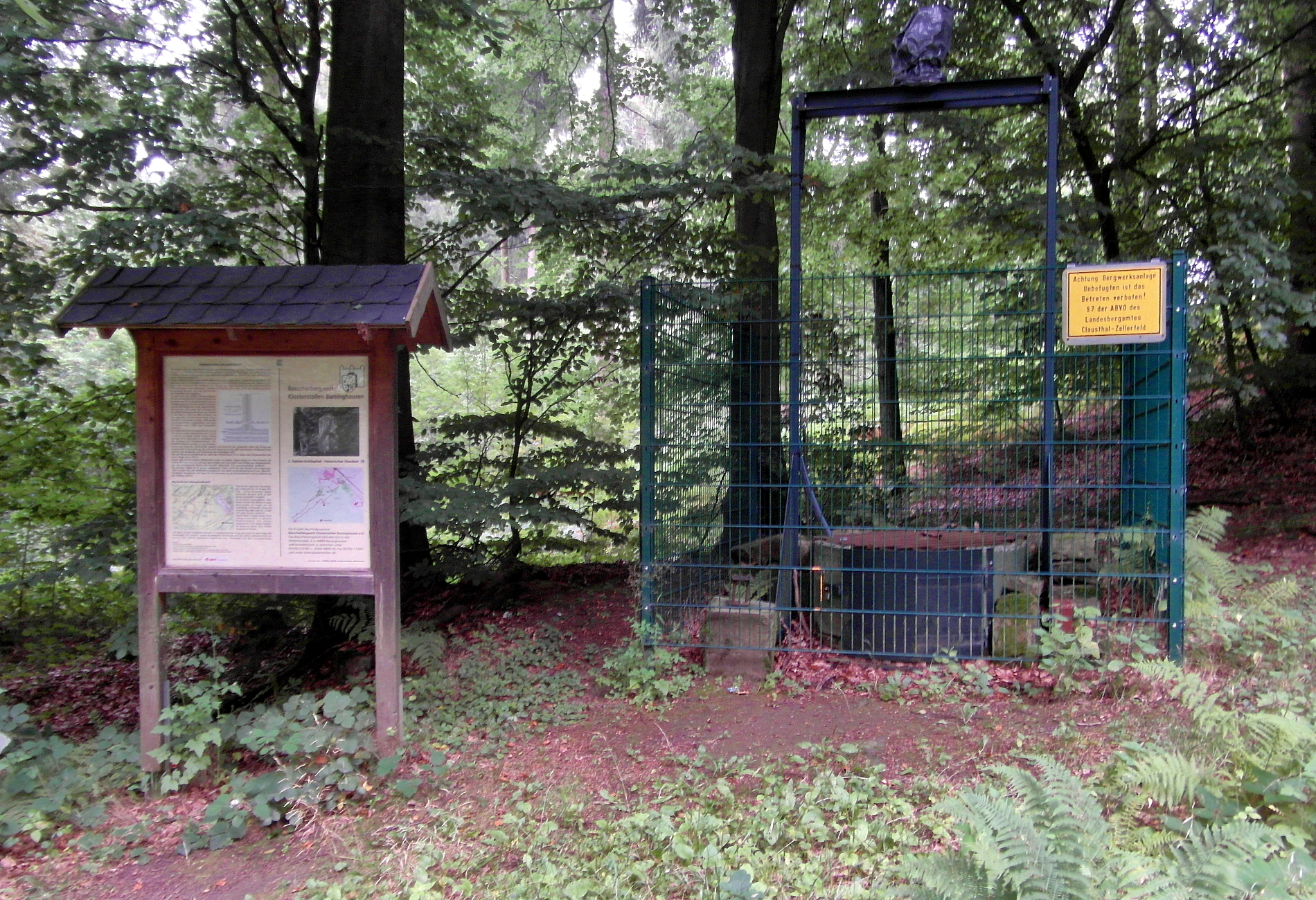
Der Wetterschacht Schnepfenflucht, 1,3 km entfernt im Deister

## Belege
1. ↑  
Jörg Rocktäschel: Bergbau: Der Klosterstollen hat zwei Leben. www.haz.de, 22. Juni 2015, abgerufen am 15. August 2016.
2. 1 2 3 4 5 6  
DER DEISTER-KOHLEBERGBAU. www.klosterstollen.de, 2012, archiviert vom Original (nicht mehr online verfügbar) am 13. August 2016; abgerufen am 13. August 2016.
3. ↑  
Informationstafeln im Zechenpark. www.barsinghausen.de, abgerufen am 13. August 2016.
4. 1 2  
Eckard Steigerwald: 10. Entstehung und Werden des Besucherbergwerks Klosterstollen. In: Barsinghausen – unter Schlegel, Klöppel und Eisen. 2. Auflage. 2010, OCLC 846496957, S. 309–311 (barsinghausen.de [PDF; 3,9 MB; abgerufen am 13. August 2016]).
5. ↑  
Der Deister-Kohle-Pfad soll weiter ausgebaut werden. www.dewezet.de, 18. November 2009, archiviert vom Original (nicht mehr online verfügbar) am 13. August 2016; abgerufen am 22. Februar 2016.
6. ↑  
Foto des noch nicht umzäunten Wetterschachts:
Schnepfenflucht. navigator.barsinghausen.de, abgerufen am 23. August 2016.
7. ↑  
vom Förderverein Besucherbergwerk Klosterstollen Barsinghausen e. V. aufgestellte Infotafel Nr. 14 des Deister-Kohlepfads am Wetterschacht Schnepfenflucht
8. 1 2  
Alte-Zeche-Team will Bergwerk erneut vergrößern. www.neuepresse.de, 19. Februar 2013, abgerufen am 23. August 2016.
9. ↑  
Förderverein Besucherbergwerk Barsinghausen e.V., Klosterstollen, 30890 Barsinghausen. Bahn-Express, 2. Juni 2003, abgerufen am 13. August 2016.
10. 1 2 3  
Andreas Kannegießer: Besucherbergwerk wünscht sich mehr Wintergäste. www.haz.de, 14. Januar 2017, abgerufen am 16. Januar 2017.
11. ↑  
Besucherbergwerk Klosterstollen Barsinghausen. www.besucherbergwerk-klosterstollen.de, abgerufen am 13. August 2016.
12. ↑  
Besucherbergwerk Klosterstollen Barsinghausen. www.barsinghausen.de, abgerufen am 27. August 2016.
13. ↑  
Jörg Rocktäschel: Besucherbergwerk ist ausgelastet. www.haz.de, 14. August 2014, abgerufen am 23. August 2016.
14. ↑  
Jörg Rocktäschel: Auf Udo Mientus folgt Britta Sander. www.haz.de, 5. April 2016, abgerufen am 13. August 2016.
15. ↑  
Bergwerk Klosterstollen auf www.hannover.de (Memento vom 15. August 2016 im Internet Archive)